# Cocoro (アルバム)
『cocoro』（ココロ）は、入野自由の3枚目のミニアルバム。2012年8月8日にKiramuneから発売された。初回限定盤と通常盤の2種リリースで、前者にはPVとメイキング映像を収録したDVDが同梱されている。

## 収録曲
1. Baby Rockin’ now!!  [4:07]
作詞：TAKESHI、作曲：河原嶺旭、編曲：前口渉
2. ワンダフルデイズ [4:07]
作詞：Soluna、作曲：渡辺翔、編曲：前口渉
3. Go way! [3:25]
作詞：松村龍二、作曲：伊藤直樹、編曲：前口渉
4. Still [4:07]
作詞：下地悠、作曲：矢吹香那、編曲：前口渉
5. ジレンマの夜 [5:18]
作詞：Satomi、作曲：Shusui、編曲：前口渉
6. cocoro [3:58]
作詞：只野菜摘、作曲：山田智和、編曲：前口渉

DVD
- 初回限定盤のみに同梱。

1. cocoro（PV）
2. cocoro（メイキング）
3. TRAILER